# Erwin Georg Kaupp
Erwin Georg Kaupp (ur. 1908, zm. ?) – zbrodniarz nazistowski, członek załogi niemieckiego obozu koncentracyjnego Mauthausen-Gusen i SS-Rottenführer.
Członek NSDAP (od 1938) i SA (od 1933). Z zawodu krawiec. 1 września 1944 został przeniesiony do SS z Luftwaffe. W lipcu 1944 skierowany został do podobozu KL Mauthausen – Gusen jako strażnik. Pełnił również służbę wartowniczą w podobozie St. Georgen.
Erwin Georg Kaupp został osądzony w procesie załogi Mauthausen-Gusen (US vs. Emil Andreas Gay i inni) i skazany na karę 20 lat pozbawienia wolności. Jak ustalił trybunał, oskarżony w sierpniu 1944 strzelił trzy razy do nowo przybyłej grupy więźniów, którą wyładowano rampie kolejowej. Jeden z więźniów, Litwin, wówczas zginął.